# Yonas d'Éthiopie
Yonas (mort en mai 1813) fut Roi des Rois d'Éthiopie du 18 août 1797 au 4 janvier 1798.

## Origine
Yonas appartient à une lignée cadette de la dynastie Salomonienne. Il se présente comme le fils d'un certain prince Letetzum fils de Yonas fils de Bisores issu lui-même d'un fils cadet de l'empereur Fasiladas.

## Règne
Yonas est porté au trône par ras Israël de Begamder le 18 août 1797 et déposé par ras Gugsa dès le 4 janvier 1798. Il est ensuite exilé à Lasta. Il meurt à Lalibela en mai 1813.